# Les Enfants de l'arc-en-ciel
 (octobre 2023).
Si vous disposez d'ouvrages ou d'articles de référence ou si vous connaissez des sites web de qualité traitant du thème abordé ici, merci de compléter l'article en donnant les références utiles à sa vérifiabilité et en les liant à la section « Notes et références ».
Les Enfants de l'Arc-en-ciel est la vingt-neuvième histoire de la série Le Scrameustache de Gos et Walt. Elle a été publiée pour la première fois du no 2928 au no 2937 du journal Spirou, puis en album en 1994.

## Univers
En allant au secours d'un aéronef galaxien, Khéna, le Scrameustache et les Galaxiens découvrent des informations sur l'histoire des Galaxiens.